# Kaunisvaara
Kaunisvaara (meänkieli för "det vackra berget") ligger en halv kilometer sydväst om Kaunisjärvi, 1 km norr om Kaunisvaara kyrka, 26 km norr om Pajala och intill riksväg 99. Det är en småort i Pajala distrikt (Pajala socken) i Pajala kommun.
Cirka 1,5 km sydväst om Kaunisvaara ligger Sahavaara och cirka 1 km söder om Kaunisvaara ligger Vaararinta.

## Historik
Den förste kände person som, vid 1700-talets slut, bosatte sig på platsen var Hans Mickelsson Vänkkö, kallad ”Laukka-Hannu”, vilken tidigare hade varit den förste som bosatte sig i Liviöjärvi och även varit bosatt i Sattajärvi. Öknamnet Laukka-Hannu betyder Löpare-Hans. Han fick detta namn på grund av sin benägenhet att flytta.

## Befolkningsutveckling
| Befolkningsutvecklingen i Kaunisvaara 1960–2015 | Befolkningsutvecklingen i Kaunisvaara 1960–2015 | Befolkningsutvecklingen i Kaunisvaara 1960–2015 | Befolkningsutvecklingen i Kaunisvaara 1960–2015 | Befolkningsutvecklingen i Kaunisvaara 1960–2015 |
| ----------------------------------------------- | ----------------------------------------------- | ----------------------------------------------- | ----------------------------------------------- | ----------------------------------------------- |
|                                                 |                                                 |                                                 |                                                 |                                                 |
| År                                              |                                                 |                                                 | Folkmängd                                       | Areal (ha)                                      |
| 1960                                            | 1960                                            |                                                 | 269                                             | 76                                              |
| 1965                                            | 1965                                            |                                                 | 203                                             | 76                                              |
| 1990                                            | 1990                                            |                                                 | 98                                              | 52#                                             |
| 1995                                            | 1995                                            |                                                 | 102                                             | 56#                                             |
| 2000                                            | 2000                                            |                                                 | 81                                              | 56#                                             |
| 2005                                            | 2005                                            |                                                 | 76                                              | 61#                                             |
| 2010                                            | 2010                                            |                                                 | 66                                              | 62#                                             |
| 2015                                            | 2015                                            |                                                 | 60                                              | 63#                                             |
| Anm.: Upphörde som tätort 1970. # Som småort.   |                                                 |                                                 |                                                 |                                                 |

Vid folkräkningen 1890 var 196 personer skrivna i Kaunisvaara.

## Gruvnäring
Företaget Northland Resources öppnade 2012 en gruva som dagbrott i Tapulivuoma utanför Kaunisvaara. Planerna var därefter att öppna gruvor vid Stora Sahavaara och Pellivuoma. När företaget gick i konkurs 2014 var dagbrottet 40 meter djupt.
I september 2017 skrev konkursförvaltaren ett avtal med företaget Abecede AB (senare Kaunis Iron AB), som då kom att äga hela gruvan, med planerat tillträde i december samma år. I oktober 2017 lämnade företaget en ansökan till Bergsstaten om att brytningstillståndet skulle överföras till företaget från konkursboet. Kaunis Iron AB anställde den tidigare kommunchefen i Pajala, geologen Åsa Allan, som gruvchef. Gruvan beräknades medföra omkring 350 nya arbetstillfällen.